# UCAM Murcia CF
Universidad Católica de Murcia Club de Fútbol ist ein spanischer Fußballverein aus der Stadt Murcia in der gleichnamigen Region. Der 1999 gegründete Verein spielt aktuell in der viertklassigen Segunda Federación und hält seine Heimspiele im La Condomina ab.

## Geschichte
UCAM Murcia wurde 1999 gegründet und spielte von 2000 bis 2005 in der viertklassigen Tercera División. Zu dieser Zeit spielte der ebenfalls noch sehr junge Verein Costa Cálida CF in der vierten Liga und zur Saison 2011/2012 wurden die beiden Vereine zusammengelegt, um sich als großen Verein in der Region zu etablieren. Es folgte direkt der Aufstieg in die dritte Liga, aus der man jedoch in der nächsten Saison wieder abstieg. Jedoch schaffte man den Wiederaufstieg und etablierte sich in der Liga. 2015/2016 gelang dann als Ligameister der Aufstieg in die zweite Liga, nachdem man in den Aufstiegs-Playoffs erst Real Madrid Castilla schlug und anschließend gegen den FC Reus noch den Meistertitel der dritten Liga erkämpfte.

## Rivalitäten
Der Lokalrivale von UCAM Murcia ist der ältere und weitaus bekanntere Verein in der Stadt, Real Murcia. Da UCAM noch ein sehr junger Verein ist und recht schnell in Spaniens Ligasystem aufgestiegen ist, handelt es sich um eine neue Rivalität. Die ersten beiden direkten Duelle der beiden Vereine fanden in der Saison 2015/2016 der drittklassigen Segunda División B statt. UCAM verlor dabei das Hinspiel zu Hause 1:2, konnte jedoch im Rückspiel einen 1:0-Sieg beim Rivalen holen.  Am Ende der Saison stieg UCAM mit sechs Punkten Vorsprung auf Real Murcia als Tabellenerster auf. Von 2017 bis 2021 hat es acht weitere direkte Aufeinandertreffen gegeben, mittlerweile spielt Real Murcia eine Klasse höhe als UCAM.